# 余談大賞
『余談大賞』（よだんたいしょう）は、TBS系列の深夜で放送されたバラエティ番組・単発番組である。

## 出演者

### MC
- 東野幸治
- 新川優愛

### 進行
- 枡田絵理奈（TBSアナウンサー）

### 余談大賞候補者
- 青木英李
- 天野ひろゆき
- 石井大裕（TBSアナウンサー）
- 井戸田潤
- ウエストランド
- KABA.ちゃん
- ざわちん
- シソンヌ
- じゅんいちダビッドソン
- 陣内智則
- 重本ことり（Dream5）
- 高野洸（Dream5）
- 津田英佑
- 林下清志
- 布川敏和
- 福田正博
- 三浦豪太

### ナレーション
- 立木文彦

## ネット局
| 放送対象地域   | 放送局           | 系列    | 放送日時                     | 遅れ日数 |
| -------------- | ---------------- | ------- | ---------------------------- | -------- |
| 関東広域圏     | TBSテレビ（TBS） | TBS系列 | 2014年12月23日 23:53 - 25:08 | 制作局   |
| 中京広域圏     | CBCテレビ（CBC） | TBS系列 | 2014年12月30日 14:45 - 16:00 | 7日遅れ  |
| 鳥取県・島根県 | 山陰放送（BSS）  | TBS系列 | 2015年1月7日 23:53 - 25:08   | 15日遅れ |

## 主なスタッフ
- コーラス：Dreamers Union Chair
- 構成：ビル坂恵、興津豪乃、平岡達哉、細井新
- TM：山下直（TBS）
- TD：坂口司
- CAM：小笠原朋樹
- VE：姫野雅美
- 音声：渡邊学
- 照明：鈴木英敬
- 編集：小澤章二（麻布プラザ）
- MA：長谷川真哉（麻布プラザ）
- 音響効果：太田光則
- CG：The King Maker
- 美術プロデューサー：中西忠司（TBS）
- 美術デザイナー：中川日向子
- 美術制作：清水久
- 装置：森田正樹
- 電飾：阿部達矢
- 操作：山本晃靖
- 生花：柳美帆
- 化粧：田中佐代子
- 編成：時松隆吉（TBS）
- 宣伝：眞鍋武（TBS）
- TK：常藤直子
- デスク：石川素子（TBS）
- AP：荒井美妃（メロウライフ）、内田亜妃子（ジッピー・プロダクション）
- マネージメントプロデューサー：稲見亜矢（TBS）
- ディレクター：田辺純平・高橋幸子（2人共ジッピー・プロダクション）
- 総合演出：平野亮一（TBS）
- プロデューサー：神尾祐輔（TBS）、渡邊宏（ジッピー・プロダクション）
- 製作著作：TBS